# الکسیس دی ساکنوفسکی
کُنت الکسیس دی ساکنوفسکی (به انگلیسی: Alexis de Sakhnoffsky)؛ (زادۀ ۱۲ نوامبر ۱۹۰۱ میلادی – درگذشتۀ ۲۹ آوریل ۱۹۶۴ میلادی) یک طراح صنعتی روسی-آمریکایی بود که عمدتاً به خاطر طرح‌های خودرویی به سبک استریم‌لاین شهرت داشت.

## زندگی‌نامه
ساکنوفسکی در کی‌یف، امپراتوری روسیه به دنیا آمد. ساکنوفسکی‌ها از دورۀ کازاک‌های اوکراین به خوبی شناخته شده بودند. آن‌ها با دیگر خانواده‌های هتمان کازاک مانند زابیلاها، لیسنکوها، بزبورودکوها و پولوبوتکوها و همچنین خانواده‌های نجیب معروف مانند گوگول-یانوفسکی‌ها، ترشنکوها و دیگران متحد شده‌اند. ساکنوفسکی از یک خانوادۀ اشرافی ثروتمند بود. او پسر شاهزاده ولادیمیر ساکنوفسکی بود که فرماندۀ جدید بندر ایستگاه در جنگ جهانی اول، مدیر بندر اداره گمرک پتروگراد و رئیس پذیرش خودروهای عرضه شده توسط متحدان روسیه بود. شاهزاده در سال ۱۹۱۷ میلادی خودکشی کرد. مادر ساکنوفسکی دختر ام.آی. ترشچنکو (میلیونر و صنعتگر قند) بود. خانواده یک ماشین «مرسدس» داشتند که منجر به سرنوشت آیندۀ خلاقانۀ این هنرمند شد.
ساکنوفسکی پس از مرگ پدرش در سال ۱۹۱۷ میلادی به ارتش سفید ژنرال روسی پیتر ورانگل پیوست. در اوایل سال ۱۹۲۰ میلادی پس از انقلاب بلشویکی از سرزمین مادری خود مهاجرت کرد. ابتدا در پاریس زندگی می‌کرد، جایی که عمۀ مادرش زندگی می‌کرد. سپس در سال ۱۹۱۹ میلادی به سوئیس مهاجرت کرد و در دهۀ ۱۹۲۰ میلادی به یک طراح مشهور اتومبیل‌های اسپرت اروپایی تبدیل شد. او در سال ۱۹۲۹ میلادی به آمریکای شمالی نقل مکان کرد و در شرکت هیز بادی استخدام شد و در آنجا کارهای طراحی را برای چندین مشتری هیز مانند اتوموبیل‌های آبرن، کورد و آستین آمریکایی انجام داد. در سال ۱۹۲۹ میلادی کورد ال-۲۹ که او برای خودش طراحی کرد (و در هیز ساخته شد) برندۀ جایزه بزرگ موناکو کنکورس دالگانس در ۱۹۲۹ میلادی و جایزۀ بزرگ دنور در کنکورس بولیو ۱۹۲۹ میلادی شد. او در اوایل دهۀ ۱۹۳۰ میلادی به پکارد رفت و اگرچه مدت زیادی در آنجا نماند، به تعیین جهت طراحی شرکت برای چندین سال آینده کمک کرد. دی ساکنوفسکی بعدها در میان دیگران برای وایت تراکز نیز کار کرد.
در اوایل دهۀ ۱۹۵۰ میلادی ساکنوفسکی با پرستون تاکر (پس از تبرئه شدن طوفان‌آمیز تاکر از محاکمۀ اس‌ای‌سی دربارۀ تاکر ۴۸) که توسط سرمایه‌گذاران برزیلی تأمین مالی شد، همکاری کرد. آن‌ها طراحی‌های اولیه را برای ساخت یک ماشین اسپرت به نام تاکر کاریوکا آغاز کردند. اما سفر تاکر به برزیل با خستگی همراه بود و پس از بازگشت به ایالات متحدۀ آمریکا تشخیص داده شد که او به سرطان ریه مبتلا است. تاکر بر اثر التهاب الریه به عنوان عارضۀ سرطان ریه درگذشت. تاکر کاریوکا هرگز ساخته نشد.
ساکنوفسکی همچنین پروژه‌های طراحی متعدد دیگری از جمله دوچرخه، وسایل آشپزخانه و مبلمان را تکمیل کرد. او از سال ۱۹۳۴ میلادی تا دهۀ ۱۹۶۰ میلادی به عنوان سردبیر فنی مجلۀ اسکوایر خدمت کرد.